# Балени Сарби
Балени Сарби (Бален Срб рум. Băleni-Sârbi) је насеље у општини Балени, округ Дамбовица у Румунији. Према попису из 2021. године у насељу је било 4.212 становника. Налази се на надморској висини од 202 м.

## Историја
У 15. веку се ту налазило насеље Руши. У 19. веку постоје села Балени Срби и Балени Романи, а северозападно поред је Раковица. Место је насељено словенским становништвом (Срби и Бугари - Шопи) око 1830. године. Православна црква и школа су подигнути 1859. године.
Према једним подацима из 1838. године имало је 128, а по другим 88 словенских породица. Године 1930. у месту је живело 2.299 Словена, који су се бавили повртарством. Стојан Романски је 1908. године забележио да у месту има 320 кућа са 395 словенских породица. Исељеника има у Трговишту, око 200 кућа почетком 20. века, а у суседном селу Комишан око 20 породица. У Балену је 1968. године живело око 1.000 словенских породица. Мештани себе називају Србима (Срб’) и говоре белослатинским говором који припада шопским говорима.
Међутим млађи историчари попут Елене-Камелије Забаве из Крајове, те Србе, преводи без доказа у Бугаре. Број становника који се изјашњавају као етнички Срби је растао у последњих тридесет година. Од 91 душе 1992. године, број им се повећано на 427 - 2011. године. Све се то догађа насупрот великој бугарској пропаганди.
Године 1925. настало је јединствено насеље Балени, од два суседна села (сада насеља), Румунски и Српски Балени, са седиштем власти у румунском делу.

## Становништво
Према попису становништва из 2002. године у насељу је живело 4.626 становника. Већина становника се изјаснила Румунима којих је било 90,9%, затим следе  Бугари са 8,8% и Роми са 0,2% становништва. У општини Балени је 2011. године било 427 Срба који углавном живе у месту Балени Сарби.
| Етнички састав према попису из 2002. године‍ | Етнички састав према попису из 2002. године‍ | Етнички састав према попису из 2002. године‍ | Етнички састав према попису из 2002. године‍ | Етнички састав према попису из 2002. године‍ |
| ------------------------------------------- | ------------------------------------------- | ------------------------------------------- | ------------------------------------------- | ------------------------------------------- |
|                                             |                                             |                                             |                                             |                                             |
| Румуни                                      | Румуни                                      |                                             | 4.209                                       | 90,9%                                       |
| Бугари                                      | Бугари                                      |                                             | 409                                         | 8,8%                                        |
| Роми                                        | Роми                                        |                                             | 8                                           | 0,2%                                        |

На попису становништва из 1992. године општина је имала 4.346 становника, а већину су чинили Румуни.
| Етнички састав према попису из 1992. године‍ | Етнички састав према попису из 1992. године‍ | Етнички састав према попису из 1992. године‍ | Етнички састав према попису из 1992. године‍ | Етнички састав према попису из 1992. године‍ |
| ------------------------------------------- | ------------------------------------------- | ------------------------------------------- | ------------------------------------------- | ------------------------------------------- |
|                                             |                                             |                                             |                                             |                                             |
| Румуни                                      | Румуни                                      |                                             | 3.573                                       | 82,2%                                       |
| Бугари                                      | Бугари                                      |                                             | 682                                         | 15,7%                                       |
| Срби                                        | Срби                                        |                                             | 91                                          | 2,1%                                        |